# Waitstill Sharp
Pour les articles homonymes, voir Sharp.
Waitstill Sharp, né le 1er mai 1902 à Boston aux États-Unis, mort le 25 février 1983 à Greenfield dans le Massachusetts, est un juriste américain et ministre du culte unitarien.
Il est surtout connu pour ses actions humanitaires en Europe avant et pendant la Seconde Guerre mondiale, avec son épouse Martha Sharp. De février à août 1939, il met en place en Tchécoslovaquie une organisation de secours et d'assistance, avec distribution de fonds et de secours alimentaires. Avec son épouse, ils organisent aussi l'exfiltration de Juifs et de réfugiés politiques.
À partir de mai 1940, il crée un bureau de secours à Lisbonne, d'où il intervient fréquemment en France ou en Espagne avec son épouse en mission humanitaire de secours et d'aide aux réfugiés, notamment pour les enfants, les Juifs, les personnalités politiques et intellectuelles, les opposants au nazisme.
Il est reconnu Juste parmi les nations à titre posthume, en même temps que son épouse, en 2005, par l'Institut Yad Vashem. Ils sont les deuxième et troisième américains à recevoir cette distinction. Un cours et un ouvrage universitaire leur rendent hommage, ainsi qu'un film documentaire.

## Biographie

### Jeunesse, formation, ordination
Waitstill Sharp est né à Boston le 1er mai 1902,. Il entre à l'université Harvard et est diplômé de la faculté de droit de Harvard, ce qui est conforme aux attentes de sa famille,. Lorsqu'il est en troisième année de droit, il fait la connaissance d'un responsable unitarien, et œuvre dès lors à mi-temps pour cette Église.
Il rencontre en 1927 Martha Ingham, qui est alors travailleuse sociale au renommé Hull House de Chicago. Il l'épouse l'année suivante.
Après son mariage, Waitstill Sharp entreprend des études complémentaires à Harvard, à la Harvard Divinity School, dont il est diplômé en 1933. Il est ensuite ordonné ministre du culte, dans l'Église unitarienne.
Waitstill Sharp étant nommé à Meadville en Pennsylvanie pour son ministère, les époux Sharp s'y installent et y ont deux enfants. Comme il est d'un abord difficile et parle parfois durement, même avec les enfants, les membres de la congrégation préfèrent souvent s'adresser à son épouse, qui l'assiste en s'occupant notamment de la partie caritative. Ils s'établissent ensuite à Wellesley dans le Massachusetts,.

### Mission humanitaire à Prague

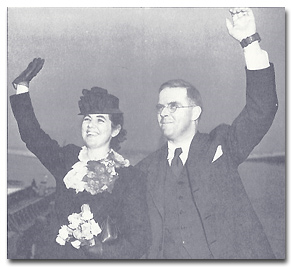
Waitstill et Martha Sharp partant pour la Tchécoslovaquie, février 1939.

Par les accords de Munich fin septembre 1938, l'Allemagne hitlérienne est autorisée à annexer une partie de la Tchécoslovaquie. De nombreux réfugiés affluent alors à Prague, notamment les dissidents politiques, les Juifs, et divers autres réfugiés sudètes, allemands et autrichiens.
Les Unitariens tchécoslovaques font appel à leurs coreligionnaires américains pour les aider. Robert Dexter, le directeur de l'American Unitarian Association (AUA), se rend à Prague pour évaluer la situation. À son retour, il estime nécessaire de les aider. Des fonds sont réunis, une Commission pour le service en Tchécoslovaquie est créée. L'AUA demande à Waitstill et Martha Sharp de partir s'en occuper.
Waitstill et Martha Sharp acceptent et embarquent pour l'Europe le 4 février 1939, en confiant leurs deux enfants à des amis proches. Sur la route de Prague, ils s'arrêtent à plusieurs endroits pour tisser un réseau d'agences locales et de bénévoles qui leur seront très utiles par la suite,.
Ils parviennent à Prague le 23 février, et prennent immédiatement contact avec les associations caritatives sur place et avec les autorités, pour organiser la répartition des secours et l'emploi des fonds qu'ils apportent. Moins d'un mois après leur arrivée, la Tchécoslovaquie est envahie et occupée par l'Allemagne. Waitstill Sharp est contraint d'annoncer publiquement que son bureau d'est pas un territoire américain, et qu'il n'est pas un bureau d'émigration.
Waitstill Sharp continue quand même son activité, et prend plus particulièrement en charge les projets de secours et d'assistance, son épouse prenant en charge les cas individuels de demande d'émigration. Il achète de la nourriture, des médicaments et de la laine qu'il cache sous le plancher de l'église avant de les distribuer. En quatre mois, les Sharp procurent des repas à 350 réfugiés allemands et autrichiens, et permettent à 254 d'entre eux de s'échapper.
Plus de six mois après son arrivée, Waitstill Sharp se rend en Suisse pour une conférence, prévoyant de retourner ensuite à Prague. Mais les autorités nazies lui font savoir qu'il lui est interdit de retourner en Tchécoslovaquie occupée. Son épouse le rejoint une semaine après, échappant à une arrestation par la Gestapo, ils partent ensemble et embarquent de Cherbourg le 30 août 1939 pour les États-Unis ; ils apprennent alors l'invasion de la Pologne et le début de la Seconde Guerre mondiale,.

### Aide au Portugal et en France

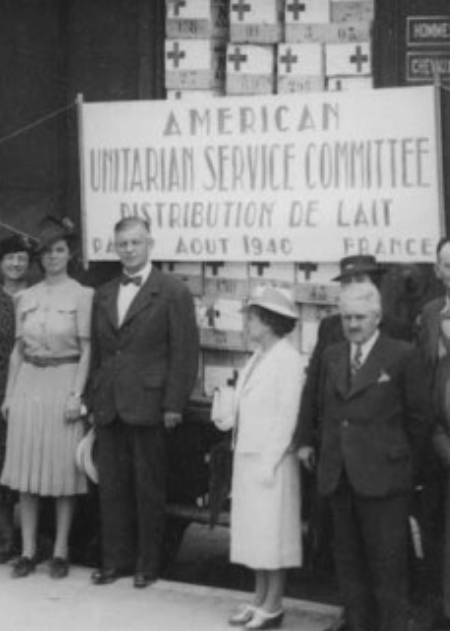
Les Sharp (à g.) devant 14 t. de lait acheminé à Pau.

Après le retour de Waitstill et Martha Sharp, les Dexter repartent en Europe pour une nouvelle mission d'évaluation des secours à dispenser. Ils fondent alors l'Unitarian Service Committee. Les Sharp sont considérés en être cofondateurs.
En mai 1940, le président de l'AUA demande à Waitstill et Martha Sharp de repartir pour l'Europe, ce qu'ils acceptent. Cette fois, c'est en France qu'ils ont principalement mission d'agir. Mais avant qu'ils arrivent à Paris pour ouvrir un bureau, les allemands envahissent et occupent une bonne partie de la France.
Les Sharp ouvrent alors un bureau à Lisbonne, car c'est la capitale du Portugal, pays neutre où affluent des milliers de réfugiés, qui souhaitent embarquer pour les États-Unis ou pour un autre pays hors d'Europe. Leur bureau de Lisbonne reste ouvert pendant toute la durée de la guerre, et permet l'évacuation de plusieurs milliers de réfugiés.
Waitstill et Martha Sharp sont également actifs en France, notamment à Marseille où il y a aussi beaucoup de réfugiés à aider. Ils organisent ainsi le départ de l'écrivain juif Lion Feuchtwanger, récemment évadé d'un camp français. Ils lui procurent une fausse carte d'identité, lui louent une chambre près de la gare de Marseille, l'emmènent en train et l'aident à franchir la frontière espagnole avec son épouse, puis Waitstill l'accompagne de près en train jusqu'au Portugal, d'où les Feuchtwanger embarquent pour les États-Unis.
Lisbonne est toujours leur principale base logistique, et Waitstill y est le plus souvent, pendant que son épouse passe beaucoup de temps en France où il va régulièrement l'aider auprès des enfants, pour des distributions de lait pour les plus jeunes, et l'organisation d'exfiltrations d'enfants et de divers réfugiés. Elle arrive notamment à faire partir plusieurs groupes d'enfants réfugiés vers la Grande-Bretagne et vers les États-Unis, et les Sharp dissimulent des enfants juifs au sein de ces groupes pour les faire sortir de France,.

### Après-guerre
Après la guerre, Waitstill Sharp quitte sa situation à Wellesley Hills pour un poste au Caire, dans l'Administration des Nations unies pour le secours et la reconstruction (UNRRA), qui devient ensuite le plan Marshall.
Ses rapports avec son épouse se sont dégradés ; ils divorcent en 1954,. Ils ont deux enfants, Martha Sharp Joukowsky, professeur d'université, et un fils, Waitstill Hastings Sharp Jr. Waitstill Sharp se remarie, puis meurt le 25 février 1983 à Greenfield, dans le Massachusetts.

## Honneurs et postérité

### Médaille des Justes

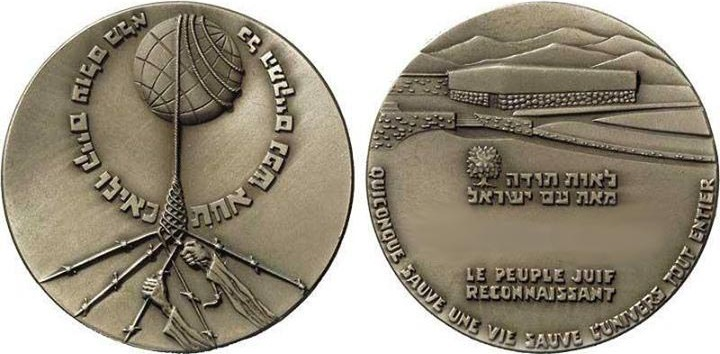
Médaille de Juste parmi les nations.

Waitstill Sharp et son épouse Martha Sharp sont reconnus Justes parmi les nations le 9 septembre 2005, par l'Institut Yad Vashem. Cette distinction célèbre ceux qui ont risqué leur vie pour sauver des Juifs pendant la Shoah. L'organisme mémoriel met en relief l'aide méritoire apportée par le couple aux Juifs et aux autres personnes fuyant la fureur nazie, et leur grand courage.
Les Sharp sont les deuxième et troisième américains à recevoir cette distinction, après Varian Fry. Lors de la cérémonie de reconnaissance, c'est leur fille Martha Sharp Joukowsky, professeur d'archéologie à l'université Brown, qui reçoit la médaille des Justes en leur nom.

### Enseignement, ouvrage, film
Un programme d'enseignement comportant l'histoire de Waitstill et Martha Sharp est dispensé au United States Holocaust Memorial Museum.
Un ouvrage universitaire décrit la Seconde Guerre mondiale et l'histoire des Sharp, avec de larges informations sur le contexte de leurs actions, au milieu de celles d'autres personnalités, et de l'Unitarian Service Committee. Intitulé Rescue and Flight, l'ouvrage est écrit par Susan Elisabeth Subak, et publié en 2010.
Un film documentaire de Ken Burns, intitulé Defying the Nazis: The Sharps' War, leur est consacré. Datant de 2012, il raconte les efforts de Martha et Waitstill Sharp. Il est réalisé en collaboration entre Burns et le petit-fils des Sharp, Artemis Joukowsky III, avec le soutien de PBS,.